# Het spiegelkasteel
Het spiegelkasteel is een Nederlandstalige jeugdroman, geschreven door Paul Biegel en uitgegeven in 1976 bij Uitgeverij Holland in Haarlem. De eerste editie werd geïllustreerd door Jack Prince. Het werk zou twee jaar later in het Engels worden vertaald als The looking-glass castle.

## Inhoud
Over het spiegelpaleis wordt verteld dat wie er binnentreedt er nooit meer uitkomt, en eeuwig naar zichzelf blijft zoeken. Desondanks besluit de kleine Job wanneer een stem hem roept toch naar binnen te gaan. Eenmaal in het paleis komt hij allerlei vreemde wezens tegen.